# Cerkiew Świętych Piotra i Pawła w Moskwie (rejon Tagański)
Cerkiew Świętych Piotra i Pawła – prawosławna cerkiew w Moskwie, w rejonie Tagańskim, w dekanacie Opieki Matki Bożej eparchii moskiewskiej miejskiej Rosyjskiego Kościoła Prawosławnego. Działa przy niej oficjalne przedstawicielstwo Patriarchatu Serbskiego przy Patriarchacie Moskiewskim.

## Historia

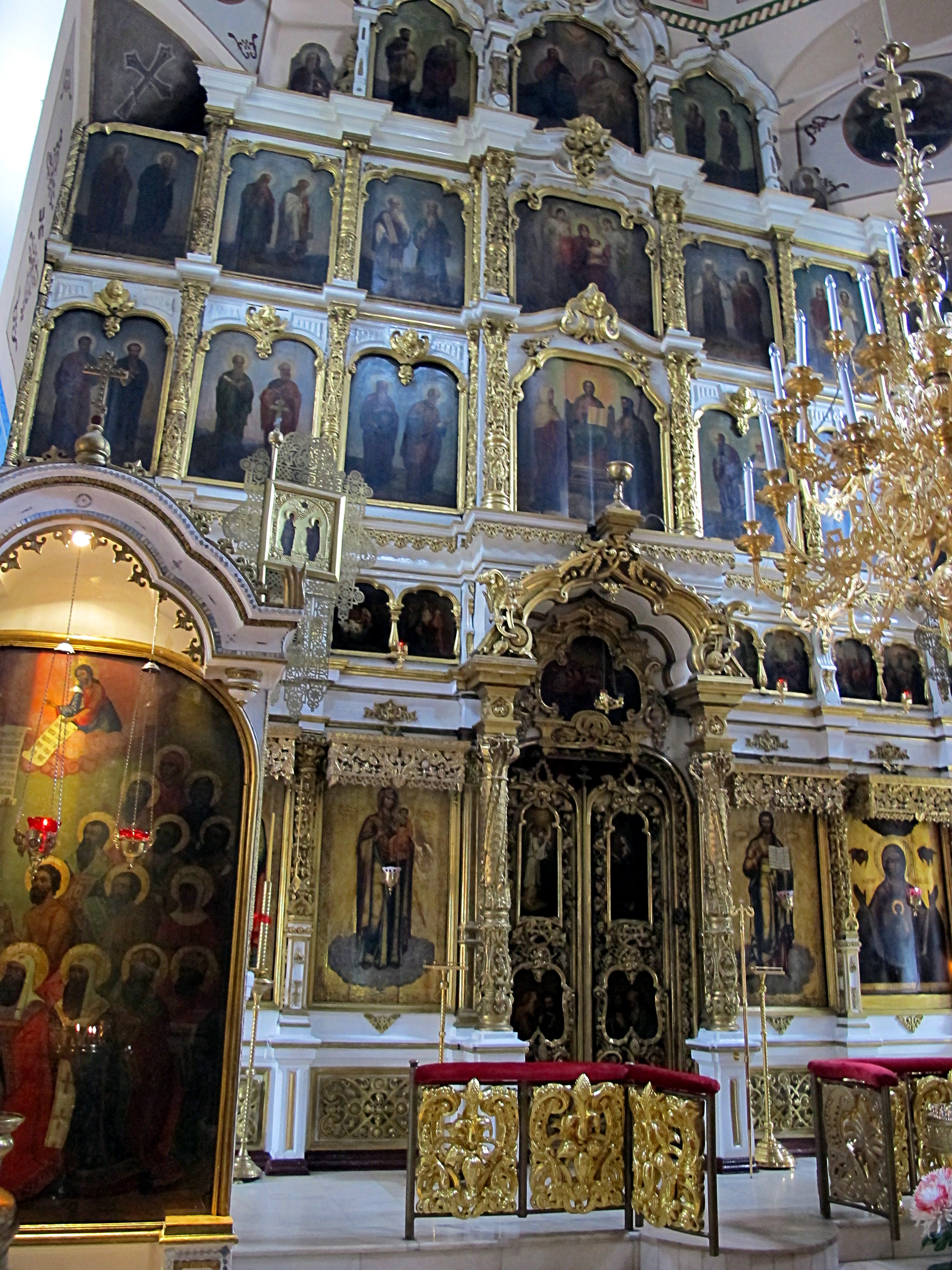
Ikonostas

Pierwsza murowana cerkiew na miejscu funkcjonującej obecnie świątyni wzmiankowana jest po raz pierwszy w 1631. W 1693 w świątyni tej patriarcha moskiewski i całej Rusi Adrian prowadził pogrzeb Wassy Stroganowej. Również patriarcha Adrian pobłogosławił rozbiórkę starszej cerkwi i wzniesienie na jej miejscu nowej, co nastąpiło w latach 1700–1702. W świątyni znalazły się dwa ołtarze – dotychczasowych patronów, Świętych Piotra i Pawła oraz główny ikony Matki Bożej „Znak”. Ktitorami świątyni były rodziny Kołyczewów i Jeropkinów. W 1731 do bryły budynku dostawiono trzeci ołtarz Kazańskiej Ikony Matki Bożej, w tym samym roku poświęcony przez protopopa soboru Zaśnięcia Matki Bożej na Kremlu Joanna Maksimowa. W 1748 budowla silnie ucierpiała w czasie pożaru Moskwy, następnie odbudowano ją ze środków parafian. W 1771 wzniesiono cerkiewną dzwonnicę. W czasie pożaru Moskwy w 1812 cerkiew ucierpiała mniej, niż inne prawosławne świątynie w okolicy. Zniszczony został jedynie dom mieszkalny dla duchowieństwa.
Po rewolucji październikowej świątynia była zagrożona likwidacją – jej zamknięcia domagał się miejscowy oddział pionierów, który chciał przejąć obiekt. W sprawie cerkwi wydana została korzystna dla pionierów rezolucja miejscowych władz, ostatecznie jednak budowla pozostała w rękach parafii i nigdy nie została zamknięta, nigdy też nie przeszła w ręce Żywej Cerkwi. Do świątyni przenoszono w kolejnych latach utensylia i ikony z likwidowanych cerkwi, służyli w niej kapłani, których wcześniejsze parafie zlikwidowano. Jednym ze szczególnie czczonych wizerunków, które w takich okolicznościach znalazły się na wyposażeniu budynku, była ikona patronalna z monasteru św. Jana Chrzciciela w Moskwie, uważana za cudotwórczą. Znajdowała się ona w świątyni do restytucji monasteru w 2000.
Od 1948 przy cerkwi utworzono oficjalne przedstawicielstwo Serbskiego Kościoła Prawosławnego, jednak z powodów politycznych w czasach radzieckich nigdy nie podjęło ono faktycznej działalności i jest aktywne dopiero od 1999.
Cerkiew reprezentuje styl baroku moskiewskiego. W obiekcie przetrwało oryginalne wyposażenie wnętrza.